# Fiat 850
De Fiat 850 is een personenauto van het Italiaanse automerk FIAT. In vele opzichten is het model gebaseerd op de Fiat 600. De 850 kwam er om een lege ruimte in het gamma op te vullen tussen de 600 en de Fiat 1100.

## Varianten
- Fiat 850 (september 1964 tot augustus 1971): 843 cc, 40 SAE pk; Idroconvert, half-automatische hydraulische overbrenging, in optie vanaf maart 1966

0-100 : 21,5 s Compressieverhouding : 8,0:1
- Fiat 850 Special (februari 1968 tot augustus 1971): 843 cc, 52 SAE pk;
- Fiat 850 Coupé (maart 1965 tot maart 1968): 843 cc, 52 SAE pk;
- Fiat 850 Sport Coupé (maart 1968 tot augustus 1972): 903 cc, 57 SAE pk; vooraan en achteraan vier ronde lichten;

0-100 = 20 s
- Fiat 850 Spider (maart 1965 tot maart 1968): 843 cc, 52 SAE pk; door Bertone getekend;
- Fiat 850 Sport Spider (maart 1968 tot augustus 1972): 903 cc, 57 SAE pk; door Bertone getekend; vooraan twee rechtopstaande lichten, bumpers gewijzigd;
- Fiat 850T en 900T: mini bestelwagen.

Andere varianten: Abarth OT 1600, Vignale 850, Siata Spring, Ghia Vanessa, Lombardi Monza et Grand Prix, Bertone 850 Racer, Samas Yeti.

## Niet-Italiaanse productie

### Spanje
In Spanje produceerde SEAT van april 1966 tot 1974 alle varianten van de Fiat 850 onder de aanduiding Seat 850, in totaal bijna 800.000 exemplaren. Aanvullend op het Italiaanse programma waren er ook twee sedanversies met vier deuren (Seat 850 "4 Puertas Normal" / "Largo"), gebaseerd op een ontwerp van de Italiaanse carrosseriebouwer Francis Lombardi. Tegen het einde van de productietijd van de Seat 850 werd in Spanje de SEAT 133 ontwikkeld, met een carrosserie in de stijl van de kleine Fiat 126 "Bambino" op het platform van de Fiat 850. Hij werd ook in Nederland aangeboden als Fiat 133, maar de verkoopcijfers waren beperkt en de kwaliteit van de Spaanse auto middelmatig.

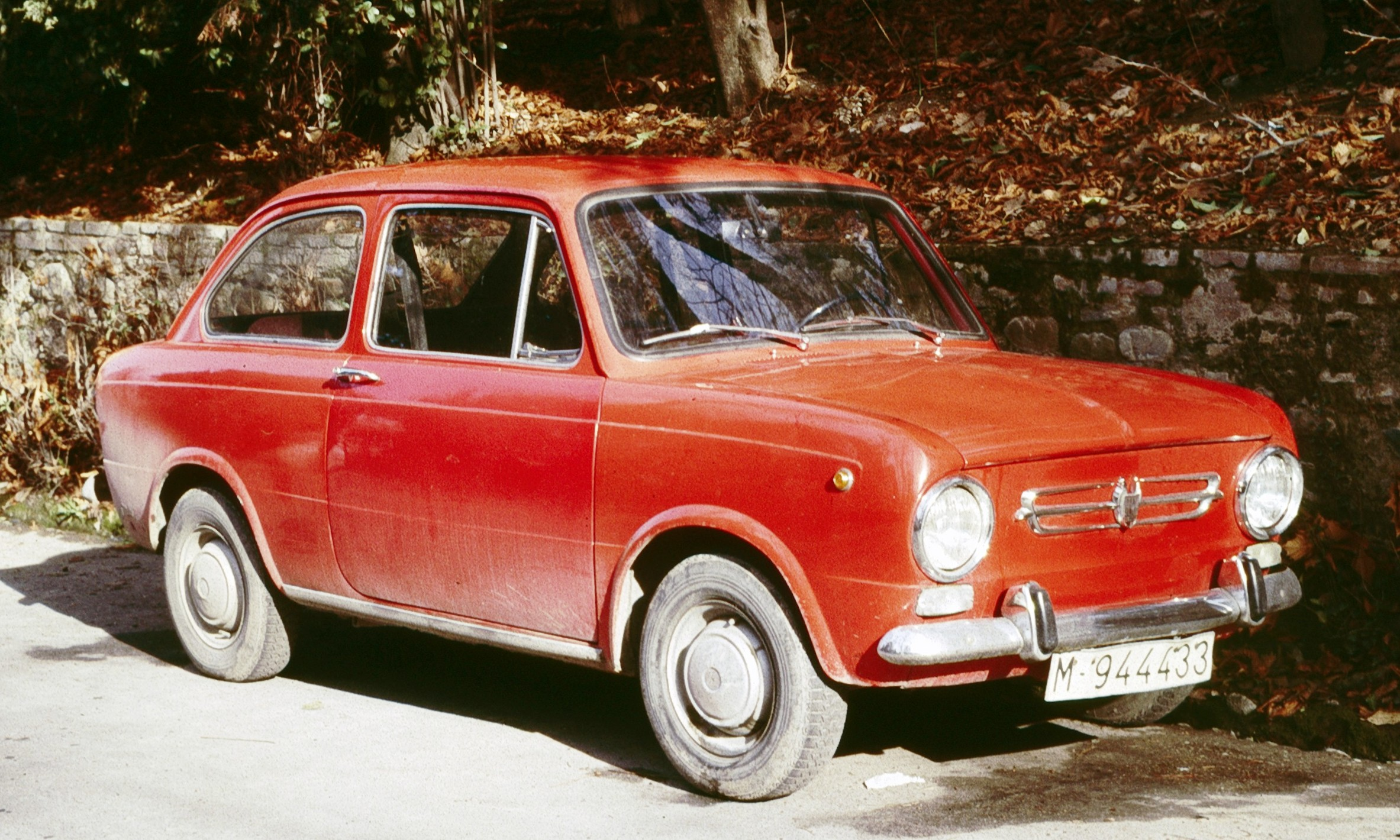
SEAT 850
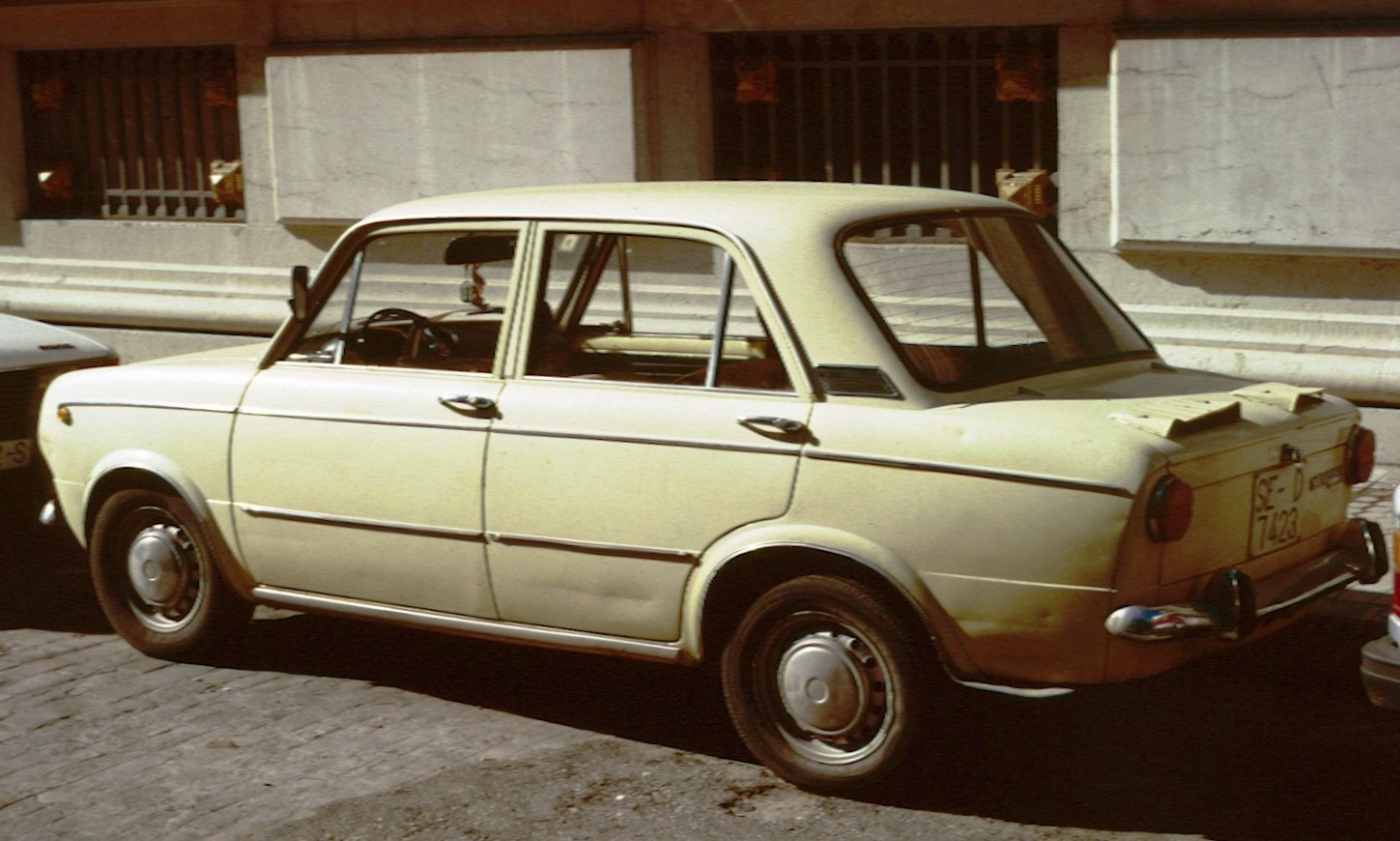
SEAT 850 "4 Puertas"

### Duitsland
De 850 werd ook in West-Duitsland door Neckar (voormalig NSU-Fiat) geproduceerd en verkocht onder de naam 850 Adria. Vanaf juni 1965 (open stalen dak vanaf april 1966, daarvoor een canvas dak) tot september 1969 werden in totaal 6.619 stuks geproduceerd.

### Bulgarije
Vooral voor de binnenlandse markt assembleerde de Balkan-fabriek in Lovetsj in Bulgarije tussen 1966 en 1968 de Pirin-Fiat 850 en 850 Coupé.

## Foto's

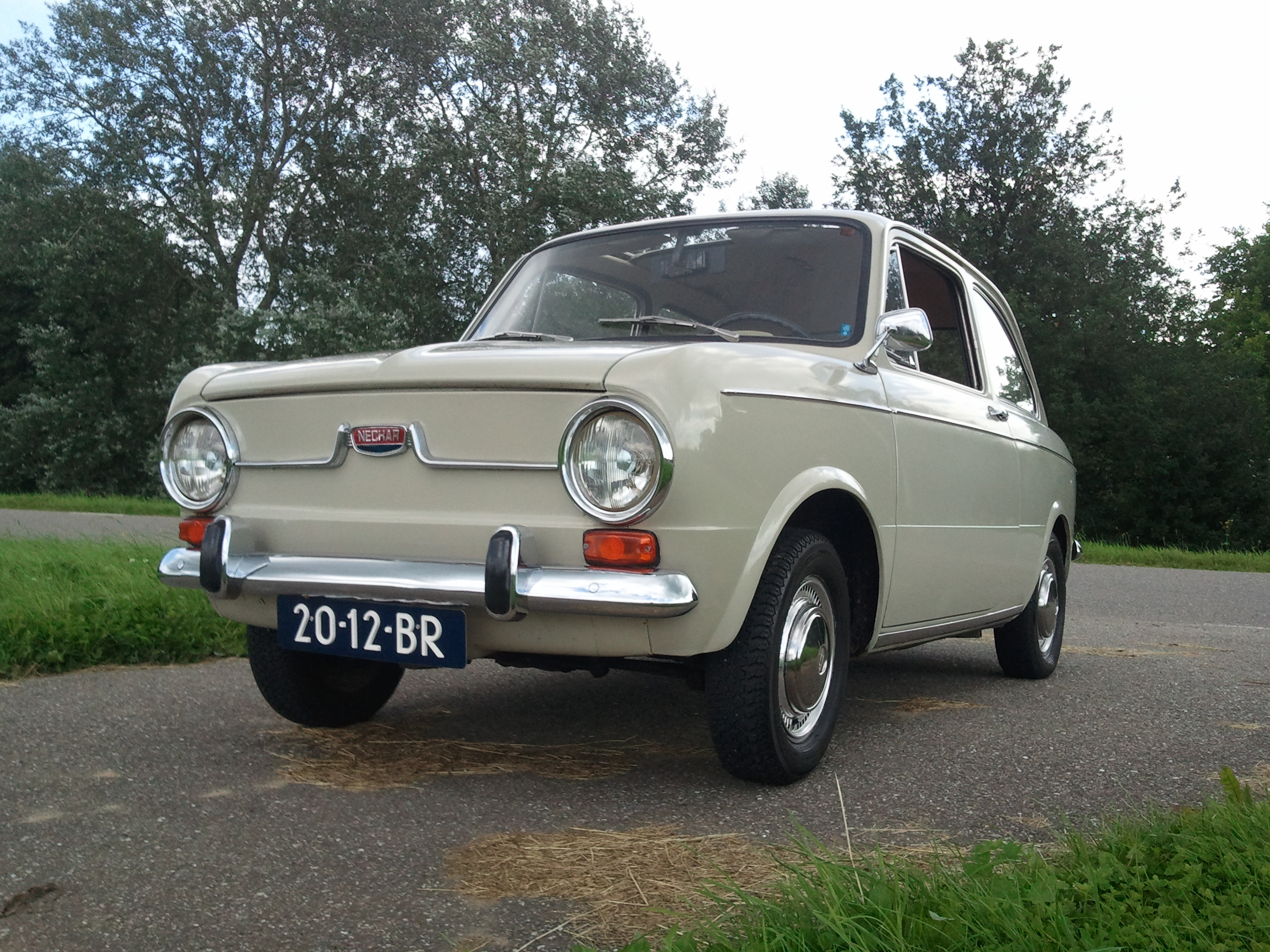

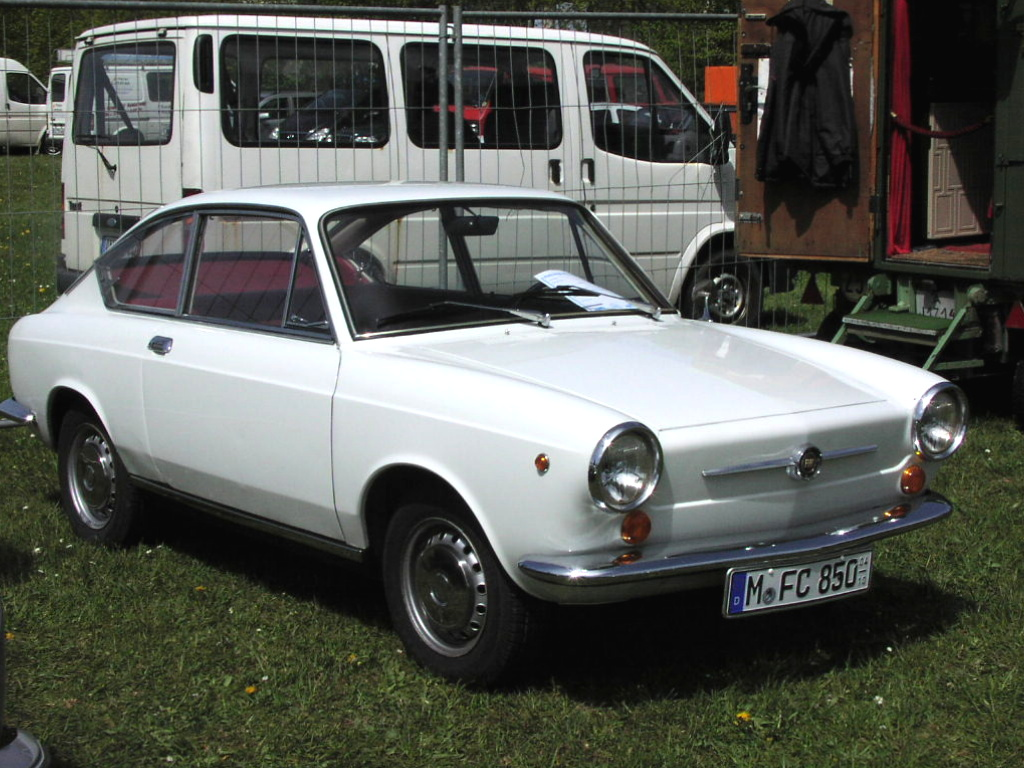
Fiat 850 coupé
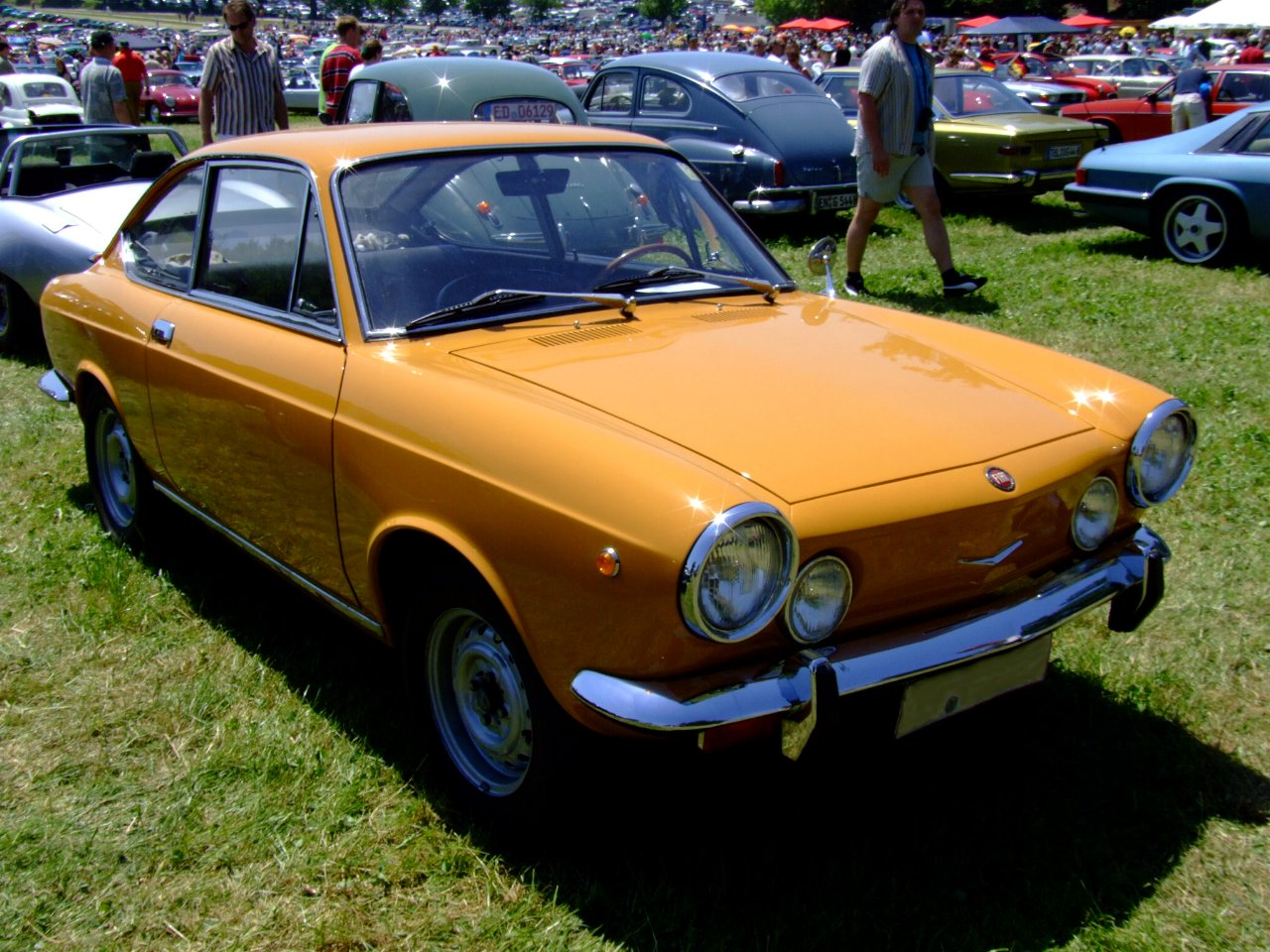
Fiat 850 Sport coupé
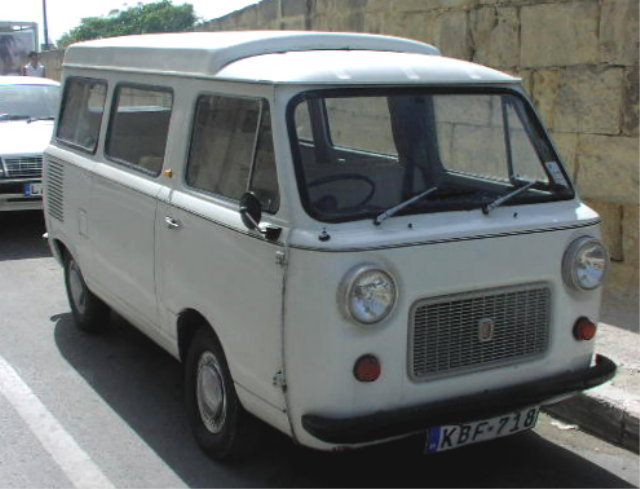
Fiat 850T
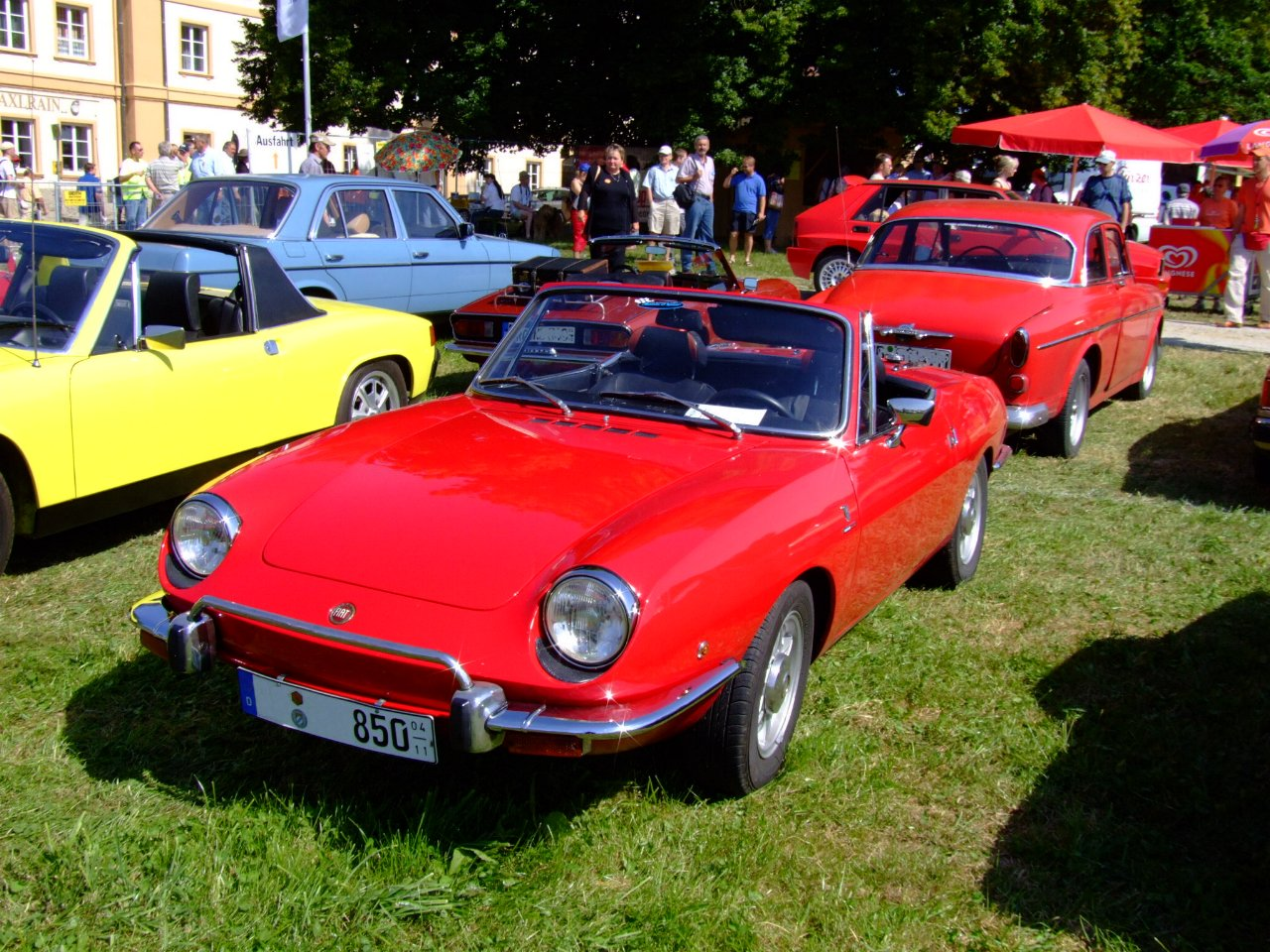
Fiat 850 sport spider
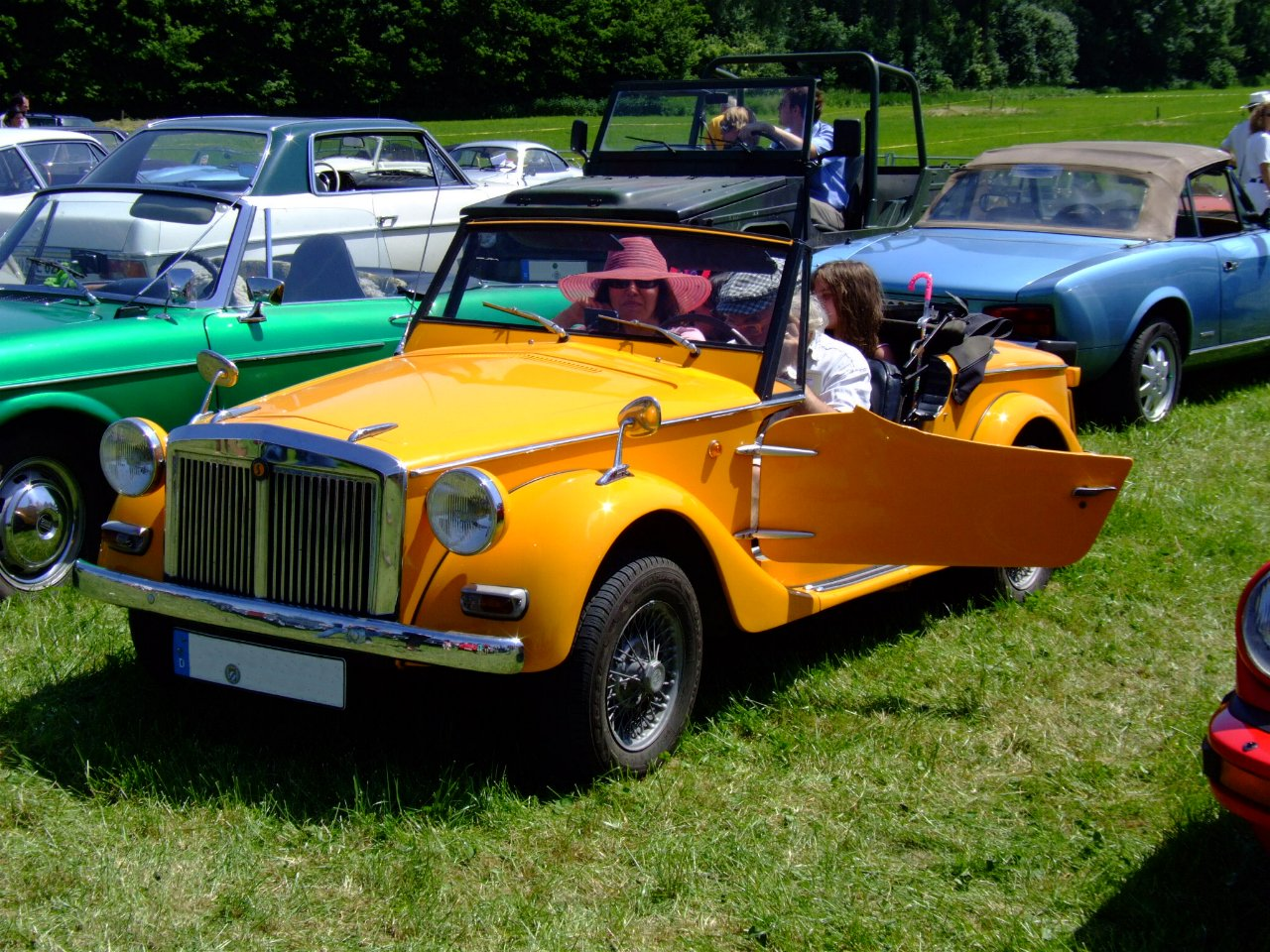
Siata Spring